# Hannu Turunen
Hannu Turunen (Savonlinna, 24 juni 1956) is een voormalig profvoetballer uit Finland, die speelde als verdediger gedurende zijn carrière. Hij beëindigde zijn actieve loopbaan in 1993 bij de Finse club KuPS Kuopio.

## Interlandcarrière
Turunen kwam – inclusief duels voor de olympische ploeg – in totaal 66 keer uit voor de nationale ploeg van Finland in de periode 1979-1987, en scoorde drie keer voor zijn vaderland. Hij maakte zijn debuut onder leiding van bondscoach Esko Malm op 9 februari 1979 in de vriendschappelijke uitwedstrijd tegen Bahrein (0-1) in Madinat Isa. Turunen, bijgenaamd "Hodo", vertegenwoordigde zijn vaderland een jaar later bij de Olympische Spelen in Moskou, waar Finland werd uitgeschakeld in de eerste ronde.

## Erelijst
KuPS Kuopio
- Beker van Finland

1989